# Puhatu
Puhatu este o arie protejată (arie specială de conservare — SAC, sit de importanță comunitară — SCI, arie de protecție specială avifaunistică — SPA) din Estonia întinsă pe o suprafață de 12.785,6 ha, integral pe uscat.

## Localizare
Centrul sitului Puhatu este situat la coordonatele 59°09′50″N 27°43′25″E / 59.1639°N 27.7237°E.

## Înființare
Situl Puhatu a fost declarat sit de importanță comunitară în aprilie 2004 pentru a proteja 4 specii de plante și 25 de specii de animale. Alte tipuri de protecție:
- arie de protecție specială avifaunistică (în aprilie 2004)[2]
- arie specială de conservare (în septembrie 2005)[1][3][4]

## Biodiversitate
Situată în ecoregiunea boreală, aria protejată conține 15 habitate naturale: Dune împădurite din regiunile atlantică, continentală și boreală, Lacuri și iazuri distrofice naturale, Cursuri de apă de la nivel de câmpie la nivel montan, cu vegetație Ranunculion fluitantis și Callitricho-Batrachion, Pajiști uscate seminaturale și facies de acoperire cu tufișuri pe substraturi calcaroase (Festuco-Brometalia) (* situri importante pentru orhidee), Turbării active, Mlaștini turboase de tranziție și turbării mișcătoare, Depresiuni pe substraturi de turbă de Rhynchosporion, Mlaștini alcaline, Taiga vestică, Păduri caducifoliate bătrâne naturale hemiboreale fino-scandinave (Quercus, Tilia, Acer, Fraxinus sau Ulmus) bogate în specii epifite, Păduri fino-scandinave bogate în ierburi cu Picea abies, Păduri caducifoliate de mlaștină fino-scandinave, Mlaștini împădurite, Păduri aluvionare cu Alnus glutinosa și Fraxinus excelsior (Alno-Padion, Alnion incanae, Salicion albae), Păduri mixte riverane de Quercus robur, Ulmus laevis și Ulmus minor, Fraxinus excelsior sau Fraxinus angustifolia, de-a lungul marilor râuri (Ulmenion minoris).
La baza desemnării sitului se află mai multe specii protejate:
- plante (4): Cinna latifolia, mușchi (Dicranum viride), Moehringia lateriflora, dedițelul (Pulsatilla patens)
- păsări (24): minunița (Aegolius funereus), rață fluierătoare (Anas penelope), rață mare (Anas platyrhynchos), fâsă-de-câmp (Anthus campestris), ciuf de câmp (Asio flammeus), rața moțată (Aythya fuligula), cocoșul de mesteacăn (Bonasa bonasia), Bucephala clangula, erete vânăt (Circus cyaneus), erete cenușiu (Circus pygargus), lebădă de iarnă (Cygnus cygnus), cufundar polar (Gavia arctica), sfrâncioc roșiatic (Lanius collurio), sfrâncioc mare (Lanius excubitor), sitar de mâl (Limosa limosa), becațină mică (Lymnocryptes minimus), culic mare (Numenius arquata), Numenius phaeopus, ploier auriu (Pluvialis apricaria), cocoșul de mesteacăn (Tetrao tetrix tetrix),  cocoș de munte (Tetrao urogallus), fluierar de mlaștină (Tringa glareola), fluierar cu picioare verzi (Tringa nebularia), nagâț (Vanellus vanellus)
- pești (1): țipar (Misgurnus fossilis)

Pe lângă speciile protejate, pe teritoriul sitului au mai fost identificate 5 specii de plante, 3 specii de păsări, 1 specie de amfibieni.